# Reagente de Nysted
O Reagente de Nysted foi descoberto em 1975 por Leonard N. Nysted em Chicago, Illinois. Foi preparado por reação de dibromometano e zinco ativado em THF. Este reagente é utilizado em metilenação de um grupo carbonilo. O processo é conhecido como olefinação Nysted. Não há nenhum mecanismo confirmado, mas há um proposto que pode ser visto para a direita inferior. Um reagente semelhante é o Reagente Tebbe. Em olefinação, o reagente Nysted é solúvel com TCL no grupo carbonilo. O maior problema com estes reagentes são de que a reatividade não tem sido bem documentada. Acredita-se que o LTC 4 atua como um mediador na reação. O reagente de Nysted dos diferentes carbonilos na presença de mediadores. Por exemplo, na presença de BF 3 e OEt 2, o reagente será methylenate aldeído. Por outro lado, na presença de TCL 4, TCL 3 ou TCL 2 e BF 3 OEt 2. Há poucos estudos sobre o reagente Nysted por causa da reactividade perigos e elevada e à dificuldade de manter o reagente estável, enquanto ele está em uso. Mais especificamente, ele pode formar peróxidos explosivos quando exposta ao ar e é extremamente inflamável. Além disso, ele reage violentamente com água. Estes fazem deste reagente muito perigoso para se trabalhar.